# K-30 Biho
El K-30 Biho es un sistema de artillería antiaérea autopropulsada, que está equipado con un afuste doble de cañones del calibre 30 mm, y que fue desarrollado para satisfacer las necesidades operativas del Ejército de la República de Corea, que al requerir un sistema de defensa antiaérea de corto alcance de gran movilidad adaptadas a las condiciones y el terreno de la península coreana tuviera un funcionamiento acorde con las doctrinas de logística que se implementaban en éste ejército. Combina un sistema guiado de armas del calibre 30 mm con un sistema de vigilancia electro-óptico compuesto de un radar sobre el chasis de un K200. Es un complemento del sistema Chungung K263A1, un sistema autopropulsado de cañones Vulcan. El K-30 Biho es construido por Doosan DST4.

## Historia
El  K-30 Biho (K30 비호, Tigre Volador) es un sistema de armas antiaéreas autopropulsado que fue desarrollado por la firma Doosan Infracore en los años 80, para satisfacer las necesidades operacionales del Ejército surcoreano. El proceso de desarrollo estuvo plagado de dificultades económicas y una acuciada escasez de medios técnicos. Es el primer sistema autóctono de armamento avanzado desarrollado íntegramente en Corea del Sur. El K-30 Biho; a pesar de lo accidentado de su desarrollo, es un sistema de defensa antiaérea comparable a cualquier sistema similar de desarrollo moderno, siendo eficaz en su desempeño. En el año 2006 solamente se había firmado un contrato para satisfacer la única oferta de estos sistemas, dicha oferta fue adjudicada por el el ejército surcoreano. También puede ofrecerse a numerosos clientes que han recibido exportaciones de material de guerra surcoreano que lo soliciten.

## Características generales
El K30 es una adaptación hecha en el chasis del vehículo de infantería K200, pero tiene algunas modificaciones extensivas. El K-30 utiliza un motor del modelo D2840L; en lugar del D2848T original del K-200 VCI; que incrementa su potencia motriz hasta los 520 caballos de fuerza. Este aumento en la potencia del motor se hace necesaria para el rol del K-30, pues su peso es casi del doble que en el K-200 VCI. La transmisión X200-5K de Allison fue igualmente reemplazada por la adaptación de una más fuerte usada en el K1A1; la HMPT500-3EK/4EK, de  S & T Dynamics, que se modificó para aceptar al más poderoso motor que le fuera adaptado. El chasis modificado conserva gran parte de la protección y capacidades indispensables; como la de operación anfibia, originales en el modelo del blindado del que toma muchos de sus elementos base.

### Armamento
La configuración típica de armas de un sistema K-30 Biho sería de dos cañones de 30 mm, un radar TPS-830K, un sistema de vigilancia y otro de control y supresión de incendios,  un sistema electro-óptico de focalización (EOTS) para enfocar hasta seis blancos a la vez, una vista panorámica proporcionada por un periscopio, y en el futuro próximo se le dotaría de sistemas de visión térmica e infrarroja (FLIR), de un telémetro láser (LRF), un circuito cerrado de cámaras de televisión interno y externo, y un nuevo sistema de cámaras  para el sistema de control de fuego de tipo digital. El sistema combinado de focalización EOTS, FLIR, y LRF le brindan una amplia selección de hasta 7 km. El radar TPS-830K puede detectar y seguir un objetivo a una velocidad tope de hasta mach 1,2 (gracias al sistema RCS); en un rango de 17 km. Los cañones tienen una cadencia de fuego de 600 disparos por minuto y un eficaz sistema de misiles superficie-aire, que cuenta con un alcance de hasta 3000 m

### Electrónica y radares
El radar electrónico TPS-830K del K-30 Biho es del tipo X-band (8 a 12.5 GHz) con capacidades de vigilancia y control de tiro que funciona sobre la base de una serie de pulsos del efecto Doppler, especializado para su uso frente aeronaves en vuelo rasante. Sus equipos incluyen un sistema de alerta en tiempo real, un sistema de detección de blancos múltiples, y un un subsistema de detección de identidad de aliado-enemigo (IFF) e integral en la frecuencia L-band (1 a los 2 GHz), un compresor de pulsos del radar, alta velocidady agilidad en su reacción, y un modo de adaptabilidad a blancos altamente móviles; así como indicadores de uso de sistemas de flare y chaff's enemigos. Hay sistema de computación y toma de datos a bordo que suplen de información al sistema de control de tiro digital hacia una selección directa del blanco elegido por el sistema electro-óptico de puntería, el cual alinea los cañones de 30 mm al blanco para un tiro certero y eficaz. El radar se puede instalar en un blindado u otro vehículo por separado; usualmente un vehículo de seis ruedas que también monta un generador de soporte para los equipos electrónicos del radar, y que sirve como una plataforma de vigilancia independiente para otras aeronaves y equipos de defensa antiaérea de corto alcance. El sistema de detección secundario; del tipo FLIR, junto a una mira del tipo láser suplementan al radar TPS-830K y le proveen una selección de blancos adicional en caso de que el radar del afuste se avería o esté destruido, o sea apagado para dar un golpe sorpresivo frente a aeronaves que estén equipadas con sistemas de alerta temprana de radar.

## Usuarios
- Corea del Sur

176